# Leon Dubrawski
Leon Maksymilian Dubrawski OFM  (ukr. Леон Дубравський; ur. 1 lipca 1949 w Dubowcu) – ukraiński duchowny rzymskokatolicki, franciszkanin, katolicki biskup kamieniecki.

## Życiorys
W 1978 wstąpił do seminarium duchownego w Rydze. 31 sierpnia 1982 wstąpił do zakonu franciszkańskiego (podówczas prowincja bernardyńska). Święcenia kapłańskie otrzymał 29 maja 1983 w Rydze z rąk kardynała Julijansa Vaivodsa. 21 sierpnia 1986 złożył śluby wieczyste. W latach 1983−1993 był proboszczem parafii w Chmielniku, następnie przełożony kustodii Św. Michała Archanioła Zakonu Franciszkanów (Bernardynów) na Ukrainie. 7 kwietnia 1998 został mianowany biskupem pomocniczym w Kamieńcu Podolskim. 27 czerwca 1998 przyjął sakrę biskupią z rąk kard. Mariana Jaworskiego. Po przyjęciu rezygnacji bpa Jana Olszańskiego, 4 maja 2002 mianowany został biskupem diecezjalnym w Kamieńcu Podolskim.
W 2015 odznaczony Krzyżem Komandorskim Orderu Zasługi Rzeczypospolitej Polskiej.
1 lipca 2025 papież Leon XIV przyjął jego rezygnację z urzędu biskupa kamieniego złożoną ze względu na wiek. 